# 修正主义西部片
修正主义西部片、现代西部片或反西部片是西部类型电影的一个子类型。其历史可以追溯到20世纪60年代中期与20世纪70年代早期。
一些二战后的西部电影开始质问传统西部片的理想与风格。其元素包括更黑暗、更愤世嫉俗的气氛。它们关注的是那个时期的无法无天的行为。这些电影比浪漫主义更偏爱于现实主义。反英雄仍然是常见的，但是女性角色更加有力，并且对美国原住民和墨西哥人的描绘也更加偏于同情。面对强权与权威，这些描写偏爱于对大生意、美国政府、男子气概的人物（包括军队及其方针）持批判的观点，而对涉及到较大的历史真实性的一段历史时期，也是如此。

## 好莱坞修正主义西部片
从20世纪60年代至今，大多数西部片都有修正主义主题。许多影片都是新兴的、重要的电影制片人制作的。这些人将西部片视为在一个新的类型中，展开他们对美国社会与价值的批评的机会。1952年最高法院受理的“约瑟夫·伯斯泰因法人组织诉威尔逊案”，以及之后《摄制法规》在1968年的终结，都拓宽了西部片能描绘的范围，并使得修正主义西部片成为了一个更加的可实行的类型。这一种类的电影包括山姆·畢京柏的《午后枪声》（1962年）和《日落黄沙》（1969年），艾略特·席佛斯坦的《狼城脂粉俠》（1965年），亚瑟·潘的《小巨人》（1970年），以及勞勃·阿特曼的《麦凯比与米勒夫人》（1971年）。
从20世纪60年代晚期起，独立的电影制片人就已经出品了修正主义的和引起幻觉的电影。之后这些影片被识别为“酸味西部片”。这一子类型虽然与修正主义西部片有区别，但也与之相关。这些影片完完全全地展现出西部类型作品内的常见的服饰、装饰等等，来评论资本主义和反文化。芒特·赫尔曼的《射击》（1967年）和《旋风骑士》（1966年），亚历杭德罗·约多罗夫斯基的《鼹鼠》（1970年），老勞勃·道尼的《墨西哥人的宫殿》（1972年），亚历克斯·考克斯的《烽火怪杰》（1987年），以及吉姆·贾木許的《离魂异客》（1995年），都属于这一类。在20世纪70年代早期制作的电影尤其因为它们的超现实主义的摄影术和制片设计而著名。使用了乌贼墨颜料来着色以及使用了多烂泥的乡下设定的著名的例子有《小巨人》（1970年）、《麦凯比与米勒夫人》（1971年）及《牛仔路漫漫》（1972年）。
其他的影片，比如克林·伊斯威特导演的影片，都是由熟悉西部片的内行人士们制作的。这些影片被当作是对西部类型的指责，或者是为了扩大这一类型到更广泛的程度。伊斯威特的电影《西部执法者》（1976年）使用了有力的女性配角和美国原住民。电影《长骑者》（1980年）和《神枪手之死》（2007年）是讲述对付詹姆斯帮的修正主义影片。在《与魔鬼共骑》中，杰弗里·赖特（Jeffrey Wright）饰演了南方阵营的一名黑人支持者丹尼尔·霍尔特（Daniel Holt）。他与密苏里游击队员们共骑。这部电影讲述了密苏里-堪萨斯边境战争和劳伦斯大屠杀的故事。伊斯威特导演的《殺無赦》（1992年）来自大卫·韦布·皮普尔斯的原创电影剧本。这部电影戏剧性地评论了典型的西部片使用暴力来宣传不实的人性理想而且还宣传征服女性和少数群体。

## 意大利麵西部片
在美国以外的国家的市场上，从它们有无声电影开始，它们就已经进口了美国西部片。这些外国市场也在早期就开始了制作它们自己的西部片。不过，一部独一无二的、崭新的西部片，作为修正主义西部片的一个分支，在20世纪60年代在欧洲出现。
“意大利面西部片”起初是作为一个贬义称呼而成为这个宽范围的子类型的绰号的。如此命名是因为它们的常见的意大利背景，以及由意大利人来导演、制片及筹资（偶尔也涉及到西班牙人）。最初它们都说意大利语，都预算低，并且都具有辨识度很高的流畅的、暴力的、极简抽象风格的电影摄影艺术。这些元素帮助它们避免（一些人称之为“去神话化”）了早先西部片的众多的传统手法。它们通常是在西班牙制作的，并且尤其是在安达卢西亚。这个干燥而粗野的地方类似于美国西南部。在这一运动中，塞尔焦·莱奥内导演扮演了种子似的角色。他致力于同时在角色和装束方面，体现更多的现实主义。一个关于英裔美国人文化和西班牙文化之间的斗争的微妙的主题，在所有这些电影中，都从始至终地展现了出来。莱奥内将旧西部设想为了一个肮脏之地，充满了道德矛盾的人物。而意大利面西部片的这一方面成为了它的普遍特质之一。这正如在多种多样的电影里所见。比如第一批受欢迎的意大利面西部片之一，《红沙地上的枪战》（1964年），而在约翰·菲利普·劳（John Phillip Law，主演过《死神骑马来》）或弗兰科·内罗主演的影片里，以及在《他们是神》系列里，也能见到这一方面。

## 罗宋汤西部片
主条目：罗宋汤西部片
“罗宋汤西部片”，又叫“东部片”或“红色西部片”，是苏联集团对西部片的回应，并且与修正主义西部片在同一时期出现。虽然许多罗宋汤西部片全力集中于苏联或东欧历史方面，但是别的一些电影则试图以不同的方式来去除西部片的神话色彩。比如捷克的《雷蒙纳多·乔》（1964年）和东德的《铁骨金沙》（1966年）：《雷蒙纳多·乔》提升了市场交易的更可笑的方面，而《铁骨金沙》展示了美国原住民是如何被反复利用的。该片从美洲原住民的视角来讲述，而不从白人拓荒者的。
《嘉布谴大街来的人》（1987年）是一部属于西部电影本身的敏感的讽刺作品。它也因为是少数的后现代主义苏联电影例子之一，以及是由女性导演的一部重要电影，而极为不寻常。

## 修正主义西部片列表

### 20世纪40年代
- 龙城风云（英语：The Ox-Bow Incident）（1943）
- 枪杀侠盗（英语：I Shot Jesse James）（1949）

### 20世纪50年代
- 折箭为盟（英语：Broken Arrow (1950 film)）（1950）
- 正午（1952）
- 血泊飞车（英语：The Naked Spur）（1953）
- 原野奇俠（1953）
- 从拉莱米来的人（英语：The Man From Laramie）（1955）
- 决斗犹马镇（英语：3:10 to Yuma (1957 film)）（1957）
- 飞箭（1957）
- 白馬英雌與四十大盜（英语：Forty Guns）（1957）

### 20世纪60年代
- 豪勇七蛟龙（1960）
- 雷克军曹（英语：Sergeant Rutledge）（1960）
- 独眼龙（英语：One-Eyed Jacks）（1961）
- 乱点鸳鸯谱（英语：The Misfits (film)）（1961）
- 双虎屠龙（1962）
- 自古英雄多寂寞（英语：Lonely Are the Brave）（1962）
- 午后枪声（1962）
- 原野铁汉（英语：Hud (film)）（1963）
- 女贼金丝猫（1965）
- 旋风骑士（英语：Ride in the Whirlwind）（1966）
- 职业大贼（英语：The Professionals (1966 film)）（1966）
- 野狼（英语：Hombre (film)）（1967）
- 射击（英语：The Shooting）（1967）
- 五狱英雄（英语：Will Penny）（1968）
- 独行侠歼虎屠龙（英语：Hang 'Em High）（1968）
- 日落黄沙（1969）
- 虎豹小霸王（1969）
- 追凶三千里（英语：Tell Them Willie Boy Is Here）（1969）
- 大地惊雷（1969）

### 20世纪70年代
- 蓝衣骑兵队（英语：Soldier Blue）（1970）
- 小巨人（英语：Little Big Man (film)）（1970）
- 鼹鼠（1970）
- 麦凯比与米勒夫人（英语：McCabe & Mrs. Miller）（1971）
- 雇佣的手（英语：The Hired Hand）（1971）
- 坏伙伴（英语：Bad Company (1972 film)）（1972）
- 威震大西部（英语：Ulzana's Raid）（1972）
- 野狼（英语：Chato's Land）（1972）
- 乔·基德（英语：Joe Kidd）（1972）
- 肮脏的小比利（英语：Dirty Little Billy）（1972）
- 牛仔路漫漫（英语：The Culpepper Cattle Co.）（1972）
- 血洒北城（英语：The Great Northfield Minnesota Raid）（1972）
- 罗伊·比恩法官的生平（英语：The Life and Times of Judge Roy Bean）（1972）
- 布克与牧师（英语：Buck and the Preacher）（1972）
- 杰里迈亚·约翰逊（英语：Jeremiah Johnson (film)）（1972）
- 荒野浪子（英语：High Plains Drifter）（1973）
- 比利小子（英语：Pat Garrett and Billy the Kid）（1973）
- 枪神（英语：The Master Gunfighter）（1975）
- 神枪手（1976）
- 大峡谷（英语：The Missouri Breaks）（1976）
- 西塞英雄谱（1976）
- 西部执法者（英语：The Outlaw Josey Wales）（1976）

### 20世纪80年代
- 长骑者（英语：The Long Riders）（1980）
- 天堂之门（1980）
- 苍白骑士（英语：Pale Rider）（1985）

### 20世纪90年代
- 与狼共舞（1990）
- 殺無赦（1992）
- 武装队（英语：Posse (1993 film)）（1993）
- 情歌（英语：The Ballad of Little Jo）（1993）
- 格罗尼默：一个美国传奇故事（英语：Geronimo: An American Legend）（1993）
- 墓碑镇（英语：Tombstone (film)）（1993）
- 离魂异客（英语：Dead Man）（1995）
- 战地恶魔（英语：Ravenous）（1999）
- 与魔鬼共骑（1999）

### 21世纪00年代
- 老虎头上结情疤（英语：Tears of the Black Tiger）（2000）
- 失踪（2003）
- 天地无限（2003）
- 凯利党（2003）
- 西部幽灵（英语：Blueberry (film)）（2004）
- 艾斯卡达的三次葬礼（英语：The Three Burials of Melquiades Estrada）（2005）
- 关键协议（2005）
- 爱在山谷下（英语：Down in the Valley (film)）（2006）
- 义薄情天（英语：Broken Trail）（2006）
- 追凶双雄（英语：Seraphim Falls）（2007）
- 决斗犹马镇（2007）
- 神枪手之死（2007）
- 血色将至（2007）
- 魂归伤膝谷（英语：Bury My Heart at Wounded Knee (film)）（2007）
- 九月黎明（英语：September Dawn）（2007）
- 阿帕鲁萨镇（英语：Appaloosa (film)）（2008）

### 21世纪10年代
- 大地惊雷（2010）
- 米克的近路（英语：Meek's Cutoff）（2010）
- 黑荆棘（英语：Blackthorn (film)）（2011）
- 血色蠕虫（英语：The Scarlet Worm）（2011）
- 死人的重负（英语：Dead Man's Burden）（2012）
- 被解救的姜戈（2012）
- 送乡人（英语：The Homesman）（2014）